# Tachydromia terricola
Tachydromia terricola är en tvåvingeart som beskrevs av Zetterstedt 1819. Tachydromia terricola ingår i släktet Tachydromia och familjen puckeldansflugor. Arten är reproducerande i Sverige. Inga underarter finns listade i Catalogue of Life.